# Clinton Hart
Clinton Glenn Hart (* 20. Juli 1977 in Dade City, Florida) ist ein ehemaliger US-amerikanischer American-Football-Spieler auf der Position des Safeties. Er spielte für die Philadelphia Eagles, den San Diego Chargers und den St. Louis Rams in der National Football League (NFL).

## Frühe Jahre
Hart going in Bushnell, Florida auf die High School. Später ging er auf das College of Central Florida.

## Karriere

### af2, Arena Football League und NFL Europe
Nachdem Hart im NFL-Draft 2000 nicht ausgewählt worden war, unterschrieb er bei den Tallahassee Thunder einen Vertrag für das af2-Team. Ein Jahr später wechselte er in die Arena Football League zu den Tampa Bay Storm. 2002 ging er noch für ein weiteres Jahr in die NFL Europe zu den Amsterdam Admirals.

### Philadelphia Eagles
Zur NFL-Saison 2003 unterschrieb Hart einen Vertrag bei den Philadelphia Eagles. In seiner ersten NFL-Saison wurde er in allen 16 Saisonspielen eingesetzt, er erzielte 51 Tackles und einen Sack.

### San Diego Chargers
Am 15. September 2004 nahmen ihn die San Diego Chargers unter Vertrag, nachdem sein Vertrag bei den Eagles aufgelöst worden war. Hier blieb er sechs Spielzeiten. In der Saison 2005 gelang es ihm zwei defensive Touchdowns zu erzielen. Am 14. Oktober 2009 wurde Hart entlassen.

### St. Louis Rams
Im Dezember 2009 nahmen ihn die St. Louis Rams unter Vertrag, für die er drei Saisonspiele absolvierte.

### United Football League
2010 und 2011 spielte er noch zwei Spielzeiten in der United Football League bei den Omaha Nighthawks.

## Persönliches
Clinton Hart ist der ältere Bruder von Keanu Neal, der ebenso als Safety in der NFL spielte.